# Dineulophus phthorimaeae
Dineulophus phthorimaeae är en stekelart som beskrevs av De Santis 1985. Dineulophus phthorimaeae ingår i släktet Dineulophus och familjen finglanssteklar.
Artens utbredningsområde är:
- Peru.
- Uruguay.

Inga underarter finns listade i Catalogue of Life.